# Ogan Komering Ulu
Ogan Komering Ulu is een regentschap (kabupaten) in de provincie Zuid-Sumatra, Indonesië. Vroeger besloeg het een oppervlakte van 10.408 km² met een bevolking van ongeveer 1.000.000 mensen; in 2010 waren echter delen van dit gebied afgesplitst om afzonderlijke regentschappen van Oost-Ogan Komering Ulu en Zuid-Ogan Komering Ulu te vormen; het resterende regentschapsgebied beslaat slechts 4.797,06 en had een bevolking van 324.045 bij de telling van 2010 en 367.603 bij de telling van 2020. Het administratieve centrum is de stad Baturaja.
Stadsgemeenten: Lubuklinggau · Pagar Alam · Palembang · Prabumulih

Regentschappen: Banyuasin · Empat Lawang · Lahat · Muara Enim · Musi Banyuasin · Musi Rawas · Ogan Ilir · Ogan Komering Ilir · Ogan Komering Ulu · Ogan Komering Ulu Timur · Ogan Komering Ulu Selatan